# Championnat d'Espagne de basket-ball 2018-2019
Navigation
2017-2018 2019-2020
La saison 2018-2019 de Liga Endesa est la trente-sixième édition du championnat d'Espagne de basket-ball également connu sous le nom de Liga ACB.

## Formule de la compétition
Dix-huit équipes s'affrontent sous forme de matchs aller-retour lors de la saison régulière, de septembre 2018 à mai 2019. Chaque équipe dispute en conséquence trente-quatre matchs, dont dix-sept à domicile et dix-sept à l'extérieur. Un classement est établi après chaque journée, se basant sur le ratio entre le nombre de victoires et le nombre de matchs joués.
Au terme de la phase aller, les équipes classées de la première à la huitième place sont qualifiées pour la Coupe du Roi. Il est cependant possible que le huitième du championnat ne soit pas qualifié, une place étant réservée pour l'équipe organisatrice. Cette compétition à élimination directe se déroule durant le mois de février 2019. 
À l'issue de la saison régulière, les huit premières équipes sont qualifiées pour les playoffs. Cette compétition comprend successivement des quarts de finale au meilleur des trois manches, puis des demi-finales et une finale au meilleur des cinq manches. Le vainqueur des playoffs est désigné champion d'Espagne.

## Clubs participants
Les seize premiers de la saison 2017-2018 de Liga ACB, le premier de la saison régulière ainsi que le vainqueur des playoffs d'accession du championnat d'Espagne de LEB Oro 2017-2018 sont engagés dans la compétition.
| Club                    | Dernière montée | Classement 2017-2018 | Entraîneur                                   | Depuis | Salle                                                           | Capacité théorique |
| ----------------------- | --------------- | -------------------- | -------------------------------------------- | ------ | --------------------------------------------------------------- | ------------------ |
| Real Madrid             | 1983            | 1er                  | Pablo Laso                                   | 2011   | Palais des sports (Madrid)                                      | 13 109             |
| Saski Baskonia          | 1983            | 2e                   | Velimir Perasović                            | 2018   | Fernando Buesa Arena (Vitoria-Gasteiz)                          | 15 504             |
| FC Barcelone            | 1983            | 3e                   | Svetislav Pešić                              | 2018   | Palau Blaugrana (Barcelone)                                     | 7 585              |
| Valence                 | 1996            | 4e                   | Jaume Ponsarnau                              | 2018   | Pavelló Municipal Font de Sant Lluís (Valence)                  | 9 000              |
| Gran Canaria            | 1995            | 5e                   | Salva Maldonado Víctor García Pedro Martínez | 2019   | Gran Canaria Arena (Las Palmas)                                 | 9 870              |
| MoraBanc Andorra        | 2014            | 6e                   | Ibon Navarro                                 | 2018   | Poliesportiu d'Andorra (Andorre-la-Vieille)                     | 5 000              |
| Unicaja Málaga          | 1992            | 7e                   | Luis Casimiro                                | 2018   | Palacio de Deportes José María Martín Carpena (Malaga)          | 10 642             |
| Iberostar Tenerife      | 2012            | 8e                   | Txus Vidorreta                               | 2018   | Pabellón Insular Santiago Martín (San Cristóbal de La Laguna)   | 5 000              |
| Baloncesto Fuenlabrada  | 2005            | 9e                   | Agustí Julbe Néstor García Jota Cuspinera    | 2019   | Polideportivo Fernando Martín (Fuenlabrada)                     | 5 700              |
| CB Murcie               | 2011            | 10e                  | Javier Juárez Sito Alonso                    | 2019   | Palacio de Deportes de Murcia (Murcie)                          | 7 454              |
| Estudiantes Madrid      | 1983            | 11e                  | Josep Maria Berrocal (es)                    | 2018   | Palais des sports (Madrid)                                      | 13 109             |
| Obradoiro CAB           | 2011            | 12e                  | Moncho Fernández                             | 2010   | Pavillón Multiusos Fontes do Sar (Saint-Jacques-de-Compostelle) | 6 666              |
| Delteco GBC             | 2017            | 13e                  | Sergio Valdeolmillos                         | 2018   | Plaza de Toros de Illumbe (Saint-Sébastien)                     | 11 000             |
| San Pablo Burgos        | 2017            | 14e                  | Diego Epifanio                               | 2015   | Coliseum Burgos (Burgos)                                        | 9 500              |
| Divina Seguros Joventut | 1983            | 15e                  | Carles Duran                                 | 2018   | Palau Municipal d'Esports (Badalone)                            | 12 760             |
| Casademont Saragosse    | 2010            | 16e                  | Porfirio Fisac                               | 2018   | Pavillon Príncipe Felipe (Saragosse)                            | 10 744             |
| CB Breogán              | 2018            | 1er (LEB Oro)        | Natxo Lezkano Tito Díaz                      | 2019   | Pazo dos Deportes (Lugo)                                        | 5 310              |
| Bàsquet Manresa         | 2018            | 3e (LEB Oro)         | Joan Peñarroya                               | 2018   | Pavelló Nou Congost (Manresa)                                   | 5 000              |

Légende :
- Champion en titre
- Vice-champion en titre
- Promu de LEB Oro 2017-2018
- barré : remplacé en cours de saison

## Saison régulière

### Classement
| \| Andorra FC Barcelone Baskonia CB Breogán Burgos Estudiantes Madrid Fuenlabrada Delteco GBC Joventut Manresa CB Murcie Obradoiro Real Madrid Unicaja Málaga Valence Saragosse \| Localisation des clubs engagés. |
| Andorra FC Barcelone Baskonia CB Breogán Burgos Estudiantes Madrid Fuenlabrada Delteco GBC Joventut Manresa CB Murcie Obradoiro Real Madrid Unicaja Málaga Valence Saragosse                                       |

| \| Iberostar Tenerife Gran Canaria \| Localisation des clubs engagés · se trouvant sur les Îles Canaries. |
| Iberostar Tenerife Gran Canaria                                                                           |

| Rang | Équipe                  | %  | J  | G  | P  | Pp   | Pc   | GA   |
| ---- | ----------------------- | -- | -- | -- | -- | ---- | ---- | ---- |
| 1    | Real Madrid T           | 82 | 34 | 28 | 6  | 3026 | 2679 | 347  |
| 2    | FC Barcelone C          | 79 | 34 | 27 | 7  | 2948 | 2590 | 358  |
| 3    | Saski Baskonia F        | 76 | 34 | 26 | 8  | 2927 | 2549 | 378  |
| 4    | Valence                 | 68 | 34 | 23 | 11 | 2793 | 2673 | 120  |
| 5    | Unicaja Málaga          | 53 | 34 | 18 | 16 | 2843 | 2773 | 70   |
| 6    | Casademont Saragosse    | 53 | 34 | 18 | 16 | 2822 | 2897 | -75  |
| 7    | Divina Seguros Joventut | 53 | 34 | 18 | 16 | 2754 | 2733 | 21   |
| 8    | Bàsquet Manresa P       | 50 | 34 | 17 | 17 | 2732 | 2794 | -62  |
| 9    | Iberostar Tenerife      | 50 | 34 | 17 | 17 | 2772 | 2710 | 62   |
| 10   | MoraBanc Andorra        | 47 | 34 | 16 | 18 | 2815 | 2785 | 30   |
| 11   | San Pablo Burgos        | 44 | 34 | 15 | 19 | 2816 | 2839 | -23  |
| 12   | Gran Canaria            | 41 | 34 | 14 | 20 | 2828 | 2873 | -45  |
| 13   | Baloncesto Fuenlabrada  | 38 | 34 | 13 | 21 | 2788 | 3021 | -233 |
| 14   | CB Murcie               | 35 | 34 | 12 | 22 | 2661 | 2785 | -124 |
| 15   | Obradoiro CAB           | 32 | 34 | 11 | 23 | 2645 | 2823 | -178 |
| 16   | Estudiantes Madrid      | 32 | 34 | 11 | 23 | 2813 | 2981 | -168 |
| 17   | Delteco GBC             | 29 | 34 | 10 | 24 | 2558 | 2791 | -233 |
| 18   | CB Breogán P            | 26 | 34 | 9  | 25 | 2623 | 2868 | -245 |

Légende :
- Qualification pour les playoffs
- Relégation en LEB Oro
- T : Tenant du titre
- F : Finaliste de Liga Endesa 2017-2018
- P : Promu de LEB Oro 2017-2018
- C : Vainqueur de la Coupe du Roi 2018

### Matchs
| Résultats (dom.\ext.)                                              | BAL     | BAS    | CAS   | CBB    | CBM    | DEL    | DIV    | EST    | FCB    | GRA   | IBE    | MOR     | OBR   | REA     | SAN   | SAS    | UNI    | VAL    |
| Baloncesto Fuenlabrada                                             |         | 94-89  | 87-88 | 95-98  | 101-93 | 70-69  | 74-106 | 93-92  | 79-73  | 88-93 | 88-84  | 79-85   | 84-83 | 80-95   | 80-89 | 60-110 | 79-93  | 94-89  |
| Bàsquet Manresa                                                    | 86-77   |        | 94-73 | 72-63  | 86-96  | 84-74  | 66-67  | 101-91 | 78-88  | 86-79 | 91-87  | 64-77   | 75-72 | 78-83   | 83-86 | 66-82  | 87-96  | 75-66  |
| Casademont Saragosse                                               | 77-80   | 83-74  |       | 83-69  | 88-68  | 76-73  | 112-66 | 91-85  | 86-91  | 71-69 | 102-93 | 77-97   | 78-86 | 70-85   | 89-81 | 81-79  | 72-70  | 89-91  |
| CB Breogán                                                         | 92-96   | 71-80  | 82-86 |        | 77-73  | 83-71  | 69-76  | 88-79  | 75-92  | 77-92 | 84-85  | 85-79   | 69-56 | 84-71   | 76-95 | 72-90  | 83-75  | 65-77  |
| CB Murcie                                                          | 75-65   | 79-84  | 98-82 | 76-64  |        | 61-74  | 73-78  | 73-88  | 71-70  | 82-77 | 91-96  | 67-77   | 80-58 | 80-82   | 72-62 | 75-86  | 78-76  | 68-81  |
| Delteco GBC                                                        | 72-84   | 85-91  | 73-78 | 100-65 | 67-81  |        | 89-86  | 93-92  | 71-104 | 74-63 | 73-79  | 72-84   | 85-72 | 76-95   | 92-83 | 77-87  | 80-94  | 66-67  |
| Divina Seguros Joventut                                            | 78-88   | 86-70  | 88-73 | 81-88  | 86-94  | 88-64  |        | 86-78  | 89-77  | 88-75 | 84-64  | 65-75   | 83-79 | 74-83   | 88-85 | 67-68  | 93-86  | 83-74  |
| Estudiantes Madrid                                                 | 83-80   | 77-79  | 87-72 | 95-62  | 86-110 | 86-62  | 69-83  |        | 84-101 | 86-96 | 98-96  | 91-90   | 93-80 | 93-88   | 80-79 | 67-100 | 72-80  | 79-83  |
| FC Barcelone                                                       | 106-76  | 107-71 | 99-55 | 94-80  | 105-73 | 88-71  | 94-92  | 90-76  |        | 98-78 | 77-73  | 67-63   | 79-73 | 86-69   | 97-88 | 72-84  | 94-83  | 72-78  |
| Gran Canaria                                                       | 91-75   | 76-84  | 84-79 | 96-72  | 90-82  | 85-90  | 83-68  | 85-79  | 77-97  |       | 77-91  | 106-80  | 92-93 | 71-77   | 74-81 | 83-101 | 85-76  | 111-92 |
| Iberostar Tenerife                                                 | 96-65   | 77-75  | 86-88 | 90-78  | 83-76  | 60-67  | 79-72  | 73-81  | 63-57  | 86-90 |        | 87-83   | 78-52 | 82-91   | 83-88 | 70-63  | 85-92  | 100-66 |
| MoraBanc Andorra                                                   | 89-88   | 77-82  | 97-99 | 91-84  | 78-76  | 76-87  | 102-89 | 96-82  | 79-82  | 99-85 | 81-96  |         | 91-72 | 66-87   | 97-88 | 93-73  | 84-95  | 72-73  |
| Obradoiro CAB                                                      | 101-104 | 90-97  | 84-91 | 75-73  | 91-79  | 88-82  | 77-84  | 91-81  | 63-83  | 82-86 | 79-90  | 69-68   |       | 73-86   | 91-81 | 74-81  | 89-86  | 78-81  |
| Real Madrid                                                        | 89-79   | 91-57  | 98-96 | 94-89  | 80-74  | 104-71 | 92-69  | 109-92 | 76-82  | 87-63 | 88-73  | 105-107 | 94-70 |         | 90-77 | 82-76  | 89-82  | 83-77  |
| San Pablo Burgos                                                   | 99-76   | 74-82  | 79-93 | 92-76  | 84-73  | 96-73  | 65-87  | 102-82 | 80-85  | 89-87 | 79-68  | 66-62   | 76-84 | 84-102  |       | 82-79  | 88-79  | 77-87  |
| Saski Baskonia                                                     | 101-92  | 82-71  | 99-76 | 100-78 | 93-49  | 85-66  | 87-81  | 104-67 | 73-88  | 91-76 | 85-68  | 84-82   | 72-63 | 74-91   | 87-79 |        | 112-95 | 77-56  |
| Unicaja Málaga                                                     | 89-84   | 99-97  | 98-82 | 78-72  | 89-82  | 87-69  | 88-63  | 82-76  | 78-73  | 89-76 | 61-78  | 72-66   | 74-63 | 103-102 | 91-70 | 64-81  |        | 86-73  |
| Valence                                                            | 86-67   | 89-76  | 89-74 | 83-82  | 89-65  | 77-62  | 93-80  | 90-82  | 85-86  | 83-67 | 88-73  | 91-72   | 87-94 | 70-88   | 94-92 | 92-81  | 96-57  |        |
| - Victoire à domicile - Victoire à l'extérieur - Match non disputé |         |        |       |        |        |        |        |        |        |       |        |         |       |         |       |        |        |        |

### Évolution du classement
| Journées →              | 1  | 2  | 3  | 4  | 5  | 6  | 7  | 8  | 9  | 10 | 11 | 12 | 13 | 14 | 15 | 16 | 17 | 18 | 19 | 20 | 21 | 22 | 23 | 24 | 25 | 26 | 27 | 28 | 29 | 30 | 31 | 32 | 33 | 34 | PO | Rel. |
|                         |    |    |    |    |    |    |    |    |    |    |    |    |    |    |    |    |    |    |    |    |    |    |    |    |    |    |    |    |    |    |    |    |    |    |    |      |
| ----------------------- | -- | -- | -- | -- | -- | -- | -- | -- | -- | -- | -- | -- | -- | -- | -- | -- | -- | -- | -- | -- | -- | -- | -- | -- | -- | -- | -- | -- | -- | -- | -- | -- | -- | -- | -- | ---- |
| Real Madrid             | 4  | 1  | 1  | 2  | 2  | 1  | 2  | 2  | 1  | 3  | 3  | 3  | 3  | 2  | 3  | 3  | 2  | 2  | 3  | 2  | 2  | 2  | 2  | 2  | 2  | 2  | 2  | 2  | 2  | 2  | 1  | 1  | 1  | 1  | 34 |      |
| FC Barcelone            | 2  | 2  | 2  | 1  | 1  | 2  | 3  | 1  | 2  | 1  | 1  | 1  | 1  | 1  | 1  | 1  | 1  | 1  | 1  | 1  | 1  | 1  | 1  | 1  | 1  | 1  | 1  | 1  | 1  | 1  | 3  | 3  | 3  | 2  | 34 |      |
| Saski Baskonia          | 1  | 6  | 3  | 3  | 3  | 3  | 1  | 3  | 3  | 2  | 2  | 2  | 2  | 3  | 2  | 2  | 3  | 3  | 2  | 3  | 3  | 3  | 3  | 3  | 3  | 3  | 3  | 3  | 3  | 3  | 2  | 2  | 2  | 3  | 34 |      |
| Valence                 | 14 | 18 | 14 | 8  | 11 | 6  | 8  | 7  | 10 | 9  | 7  | 7  | 6  | 5  | 6  | 6  | 6  | 4  | 6  | 6  | 5  | 4  | 5  | 4  | 5  | 5  | 5  | 4  | 4  | 4  | 4  | 4  | 4  | 4  | 28 | 1    |
| Unicaja Málaga          | 5  | 3  | 5  | 4  | 4  | 4  | 4  | 4  | 4  | 4  | 4  | 4  | 4  | 4  | 4  | 5  | 6  | 5  | 4  | 6  | 5  | 6  | 5  | 4  | 4  | 4  | 5  | 5  | 5  | 5  | 5  | 5  | 5  | 5  | 34 |      |
| Casademont Saragosse    | 18 | 11 | 7  | 10 | 15 | 16 | 13 | 10 | 8  | 7  | 8  | 8  | 9  | 9  | 9  | 9  | 10 | 10 | 10 | 10 | 9  | 10 | 10 | 10 | 9  | 8  | 8  | 7  | 8  | 8  | 6  | 6  | 9  | 6  | 13 | 1    |
| Divina Seguros Joventut | 9  | 14 | 10 | 14 | 6  | 7  | 6  | 6  | 6  | 10 | 9  | 9  | 8  | 8  | 7  | 8  | 7  | 7  | 8  | 7  | 4  | 6  | 4  | 6  | 6  | 6  | 6  | 8  | 7  | 6  | 8  | 7  | 7  | 7  | 27 |      |
| Bàsquet Manresa         | 7  | 9  | 13 | 7  | 9  | 8  | 7  | 8  | 7  | 6  | 6  | 6  | 5  | 7  | 8  | 7  | 8  | 8  | 7  | 8  | 8  | 7  | 7  | 7  | 8  | 7  | 7  | 6  | 6  | 7  | 9  | 9  | 8  | 8  | 29 |      |
| Iberostar Tenerife      | 15 | 8  | 4  | 5  | 5  | 5  | 5  | 5  | 5  | 5  | 5  | 5  | 7  | 6  | 5  | 5  | 4  | 5  | 4  | 5  | 7  | 8  | 8  | 8  | 10 | 11 | 9  | 9  | 9  | 9  | 7  | 8  | 6  | 9  | 26 |      |
| MoraBanc Andorra        | 8  | 4  | 6  | 6  | 12 | 12 | 10 | 9  | 9  | 8  | 10 | 11 | 12 | 11 | 11 | 10 | 9  | 9  | 9  | 9  | 10 | 9  | 9  | 9  | 7  | 9  | 10 | 10 | 10 | 10 | 10 | 10 | 10 | 10 | 6  |      |
| San Pablo Burgos        | 13 | 10 | 15 | 16 | 10 | 11 | 9  | 11 | 13 | 11 | 13 | 15 | 11 | 10 | 10 | 11 | 13 | 14 | 12 | 12 | 12 | 12 | 11 | 11 | 12 | 10 | 11 | 11 | 11 | 11 | 11 | 11 | 11 | 11 |    |      |
| Gran Canaria            | 17 | 17 | 11 | 15 | 8  | 10 | 16 | 16 | 16 | 14 | 16 | 14 | 15 | 16 | 14 | 15 | 12 | 13 | 15 | 16 | 16 | 14 | 14 | 15 | 14 | 14 | 13 | 14 | 12 | 12 | 12 | 12 | 12 | 12 | 1  | 2    |
| Baloncesto Fuenlabrada  | 3  | 7  | 12 | 17 | 14 | 15 | 12 | 13 | 11 | 12 | 11 | 13 | 14 | 15 | 17 | 14 | 16 | 16 | 14 | 15 | 15 | 16 | 15 | 14 | 13 | 13 | 15 | 12 | 14 | 14 | 13 | 13 | 13 | 13 | 2  | 2    |
| CB Murcie               | 12 | 13 | 16 | 11 | 16 | 17 | 14 | 15 | 12 | 13 | 12 | 10 | 10 | 12 | 15 | 16 | 17 | 17 | 17 | 17 | 17 | 17 | 16 | 16 | 16 | 16 | 16 | 17 | 16 | 17 | 16 | 14 | 14 | 14 |    | 9    |
| Obradoiro CAB           | 6  | 5  | 8  | 9  | 13 | 14 | 11 | 12 | 14 | 15 | 14 | 12 | 13 | 13 | 13 | 12 | 11 | 12 | 11 | 11 | 11 | 11 | 12 | 12 | 11 | 12 | 12 | 13 | 13 | 13 | 14 | 15 | 15 | 15 | 3  |      |
| Estudiantes Madrid      | 11 | 12 | 9  | 12 | 7  | 9  | 15 | 14 | 15 | 16 | 15 | 16 | 17 | 17 | 16 | 17 | 14 | 11 | 13 | 13 | 13 | 13 | 13 | 13 | 15 | 15 | 14 | 15 | 15 | 15 | 15 | 16 | 16 | 16 | 1  | 3    |
| Delteco GBC             | 16 | 16 | 18 | 18 | 18 | 18 | 18 | 17 | 18 | 18 | 18 | 18 | 18 | 18 | 18 | 18 | 18 | 18 | 18 | 18 | 18 | 18 | 18 | 18 | 18 | 18 | 18 | 18 | 17 | 16 | 17 | 17 | 17 | 17 |    | 31   |
| CB Breogán              | 9  | 15 | 17 | 13 | 17 | 13 | 17 | 18 | 17 | 17 | 17 | 17 | 16 | 14 | 12 | 13 | 15 | 15 | 16 | 14 | 14 | 15 | 17 | 17 | 17 | 17 | 17 | 16 | 18 | 18 | 18 | 18 | 18 | 18 |    | 19   |

- Leader du championnat
- Qualification en playoffs
- Relégation

### Leaders statistiques
| Joueur               | Club                    | Moyenne |
| -------------------- | ----------------------- | ------- |
| Nicolás Laprovíttola | Divina Seguros Joventut | 17,2    |
| Askia Booker         | CB Murcie               | 15,0    |
| Stan Okoye           | Casademont Saragosse    | 14,8    |
| Darío Brizuela       | Estudiantes Madrid      | 14,7    |
| Francisco Cruz       | Baloncesto Fuenlabrada  | 14,4    |

| Joueurs          | Club               | Moyenne |
| ---------------- | ------------------ | ------- |
| Nik Caner-Medley | Estudiantes Madrid | 8,7     |
| Walter Tavares   | Real Madrid        | 7,5     |
| Colton Iverson   | Iberostar Tenerife | 7,0     |
| Gustavo Ayón     | Real Madrid        | 6,6     |
| Volodymyr Gerun  | CB Breogán         | 6,6     |

| Joueur               | Club                    | Moyenne |
| -------------------- | ----------------------- | ------- |
| Omar Cook            | Estudiantes Madrid      | 6,4     |
| Nicolás Laprovíttola | Divina Seguros Joventut | 6,4     |
| Thomas Heurtel       | FC Barcelone            | 5,7     |
| Daniel Pérez Otero   | Delteco GBC             | 5,3     |
| Andrew Albicy        | MoraBanc Andorra        | 5,2     |

| Joueur             | Club               | Moyenne |
| ------------------ | ------------------ | ------- |
| Luca Vildoza       | Saski Baskonia     | 1,5     |
| Omar Cook          | Estudiantes Madrid | 1,4     |
| Ádám Hanga         | FC Barcelone       | 1,3     |
| Daniel Pérez Otero | Delteco GBC        | 1,3     |
| Facundo Campazzo   | Real Madrid        | 1,3     |

| Joueur          | Club                    | Moyenne |
| --------------- | ----------------------- | ------- |
| Walter Tavares  | Real Madrid             | 2,0     |
| Alec Brown      | CB Breogán              | 1,6     |
| Cady Lalanne    | Bàsquet Manresa         | 1,3     |
| Vincent Poirier | Saski Baskonia          | 1,2     |
| Marko Todorović | Divina Seguros Joventut | 1,0     |

| Joueur               | Club                    | Moyenne |
| -------------------- | ----------------------- | ------- |
| Tornike Shengelia    | Saski Baskonia          | 18,2    |
| Nicolás Laprovíttola | Divina Seguros Joventut | 17,2    |
| Marko Todorović      | Divina Seguros Joventut | 16,8    |
| Bojan Dubljević      | Valence                 | 16,5    |
| Colton Iverson       | Iberostar Tenerife      | 15,9    |

### Équipes des meilleurs joueurs
| Pos.        | Première équipe      | Première équipe         | Deuxième équipe   | Deuxième équipe    |
| Pos.        | Joueur               | Club                    | Joueur            | Club               |
| ----------- | -------------------- | ----------------------- | ----------------- | ------------------ |
| Meneur      | Nicolás Laprovíttola | Divina Seguros Joventut | Thomas Heurtel    | FC Barcelone       |
| Arrière     | Facundo Campazzo     | Real Madrid             | Jaime Fernández   | Unicaja Málaga     |
| Ailier      | Stan Okoye           | Casademont Saragosse    | Javier Beirán     | Iberostar Tenerife |
| Ailier fort | Bojan Dubljević      | Valence                 | Tornike Shengelia | Saski Baskonia     |
| Pivot       | Walter Tavares       | Real Madrid             | Vincent Poirier   | Saski Baskonia     |

### Équipe des meilleurs jeunes
| Pos.        | Joueur                 | Club                    |
| ----------- | ---------------------- | ----------------------- |
| Meneur      | Carlos Alocén          | Casademont Saragosse    |
| Arrière     | Xabier López-Arostegui | Divina Seguros Joventut |
| Ailier      | Vlatko Čančar          | San Pablo Burgos        |
| Ailier fort | Santiago Yusta         | Real Madrid             |
| Pivot       | Jordan Sakho           | Bàsquet Manresa         |

## Playoffs

### Tableau
|  | Quarts de finale | Quarts de finale        | Quarts de finale     | Quarts de finale | Quarts de finale |    |    | Demi-finales | Demi-finales   | Demi-finales | Demi-finales | Demi-finales | Demi-finales | Demi-finales |  |  | Finale | Finale      | Finale | Finale | Finale | Finale | Finale |
|  |                  |                         |                      |                  |                  |    |    |              |                |              |              |              |              |              |  |  |        |             |        |        |        |        |        |
|  | 1                | Real Madrid             | 98                   | 88               | -                |    |    |              |                |              |              |              |              |              |  |  |        |             |        |        |        |        |        |
|  | 8                | Bàsquet Manresa         | 75                   | 73               | -                |    |    |              |                |              |              |              |              |              |  |  |        |             |        |        |        |        |        |
|  | 8                | Bàsquet Manresa         | 75                   | 73               | -                |    | 1  | Real Madrid  | 94             | 79           | 85           | -            | -            |              |  |  |        |             |        |        |        |        |        |
|  |                  |                         |                      |                  |                  |    | 1  | Real Madrid  | 94             | 79           | 85           | -            | -            |              |  |  |        |             |        |        |        |        |        |
|  |                  | 4                       | Valence              | 72               | 66               | 78 | -  | -            |                |              |              |              |              |              |  |  |        |             |        |        |        |        |        |
|  | 4                | 4                       | Valence              | 72               | 66               | 78 | -  | -            | Valence        | 78           | 76           | 79           |              |              |  |  |        |             |        |        |        |        |        |
|  | 4                |                         |                      |                  |                  |    |    |              | Valence        | 78           | 76           | 79           |              |              |  |  |        |             |        |        |        |        |        |
|  | 5                | Unicaja Málaga          | 85                   | 69               | 76               |    |    |              |                |              |              |              |              |              |  |  |        |             |        |        |        |        |        |
|  |                  |                         |                      |                  |                  |    |    |              |                |              |              |              |              |              |  |  | 1      | Real Madrid | 87     | 81     | 77     | 74     | -      |
|  |                  | 2                       | FC Barcelone         | 67               | 80               | 78 | 68 | -            |                |              |              |              |              |              |  |  |        |             |        |        |        |        |        |
|  | 2                | FC Barcelone            | 87                   | 107              | -                |    |    |              |                |              |              |              |              |              |  |  |        |             |        |        |        |        |        |
|  | 7                | Divina Seguros Joventut | 61                   | 86               | -                |    |    |              |                |              |              |              |              |              |  |  |        |             |        |        |        |        |        |
|  | 7                | Divina Seguros Joventut | 61                   | 86               | -                |    | 2  | FC Barcelone | 101            | 76           | 96           | -            | -            |              |  |  |        |             |        |        |        |        |        |
|  |                  |                         |                      |                  |                  |    | 2  | FC Barcelone | 101            | 76           | 96           | -            | -            |              |  |  |        |             |        |        |        |        |        |
|  |                  | 3                       | Casademont Saragosse | 59               | 70               | 81 | -  | -            |                |              |              |              |              |              |  |  |        |             |        |        |        |        |        |
|  | 3                | 3                       | Casademont Saragosse | 59               | 70               | 81 | -  | -            | Saski Baskonia | 81           | 69           | -            |              |              |  |  |        |             |        |        |        |        |        |
|  | 3                |                         |                      |                  |                  |    |    |              | Saski Baskonia | 81           | 69           | -            |              |              |  |  |        |             |        |        |        |        |        |
|  | 6                | Casademont Saragosse    | 91                   | 76               | -                |    |    |              |                |              |              |              |              |              |  |  |        |             |        |        |        |        |        |

### Classement final
| Rang | Équipe                  | %  | J  | G  | P  | Résultat                             |
| ---- | ----------------------- | -- | -- | -- | -- | ------------------------------------ |
| 1    | Real Madrid             | 84 | 43 | 36 | 7  | Déjà qualifié pour l'EuroLigue       |
| 2    | FC Barcelone            | 77 | 43 | 33 | 10 | Déjà qualifié pour l'EuroLigue       |
| 3    | Valence                 | 63 | 40 | 25 | 15 | Déjà qualifié pour l'EuroLigue       |
| 4    | Casademont Saragosse    | 51 | 39 | 20 | 19 | Qualifié pour la Ligue des champions |
| 5    | Saski Baskonia          | 72 | 36 | 26 | 10 | Déjà qualifié pour l'EuroLigue       |
| 6    | Unicaja Málaga          | 59 | 37 | 22 | 15 | Qualifié pour l'EuroCoupe            |
| 7    | Divina Seguros Joventut | 50 | 36 | 18 | 18 | Qualifié pour l'EuroCoupe            |
| 8    | Bàsquet Manresa         | 47 | 36 | 17 | 19 | Qualifié pour la Ligue des champions |
| 9    | Iberostar Tenerife      | 50 | 34 | 17 | 17 | Qualifié pour la Ligue des champions |
| 10   | MoraBanc Andorra        | 47 | 34 | 16 | 18 | Qualifié pour l'EuroCoupe            |
| 11   | San Pablo Burgos        | 44 | 34 | 15 | 19 | Qualifié pour la Ligue des champions |
| 12   | Gran Canaria            | 41 | 34 | 14 | 20 |                                      |
| 13   | Baloncesto Fuenlabrada  | 38 | 34 | 13 | 21 |                                      |
| 14   | CB Murcie               | 35 | 34 | 12 | 22 |                                      |
| 15   | Obradoiro CAB           | 32 | 34 | 11 | 23 |                                      |
| 16   | Estudiantes Madrid      | 32 | 34 | 11 | 23 |                                      |
| 17   | Delteco GBC             | 29 | 34 | 10 | 24 | Relégué en LEB Oro                   |
| 18   | CB Breogán              | 26 | 34 | 9  | 25 | Relégué en LEB Oro                   |

## Récompenses individuelles

### Trophées
| Meilleur joueur (MVP) de la saison régulière - Nicolás Laprovíttola (Divina Seguros Joventut) Meilleur joueur (MVP) des finales de playoffs - Facundo Campazzo (Real Madrid) | Meilleur entraîneur - Svetislav Pešić (FC Barcelone) Meilleur jeune - Carlos Alocén (Casademont Saragosse) |

### MVPs par mois de la saison régulière
| Mois     | Joueur            | Équipe                        | Évaluation |
| -------- | ----------------- | ----------------------------- | ---------- |
| Octobre  | Tornike Shengelia | Saski Baskonia (1/1)          | 19,8       |
| Novembre | Javier Beirán     | Iberostar Tenerife (1/2)      | 21,3       |
| Décembre | Kóstas Vasiliádis | Obradoiro CAB (1/1)           | 22,6       |
| Janvier  | Colton Iverson    | Iberostar Tenerife (2/2)      | 23,5       |
| Février  | Giorgi Shermadini | Unicaja Málaga (1/1)          | 27,0       |
| Février  | Dominique Sutton  | San Pablo Burgos (1/1)        | 27,0       |
| Mars     | Moussa Diagne     | MoraBanc Andorra (1/1)        | 20,5       |
| Avril    | Facundo Campazzo  | Real Madrid (1/1)             | 22,7       |
| Mai      | Marko Todorović   | Divina Seguros Joventut (1/1) | 25,0       |

### MVPs par journée de la saison régulière
| Journée | Joueur                     | Équipe                        | Évaluation |
| ------- | -------------------------- | ----------------------------- | ---------- |
| 1       | Tornike Shengelia (1/1)    | Saski Baskonia (1/4)          | 31         |
| 2       | Thaddus McFadden (1/1)     | Iberostar Tenerife (1/4)      | 33         |
| 3       | Will Thomas (1/1)          | Valence (1/5)                 | 36         |
| 4       | Darrun Hilliard (1/1)      | Saski Baskonia (2/4)          | 28         |
| 5       | Vincent Poirier (1/2)      | Saski Baskonia (3/4)          | 26         |
| 6       | Bojan Dubljević (1/1)      | Valence (2/5)                 | 34         |
| 7       | Nicolás Laprovíttola (1/2) | Divina Seguros Joventut (1/2) | 28         |
| 8       | Jaime Fernández (1/2)      | Unicaja Málaga (1/3)          | 35         |
| 9       | Javier Beirán (1/2)        | Iberostar Tenerife (2/4)      | 32         |
| 10      | Bo McCalebb (1/1)          | Casademont Saragosse (1/4)    | 28         |
| 11      | Kóstas Vasiliádis (1/2)    | Obradoiro CAB (1/4)           | 31         |
| 12      | Vladimír Brodziansky (1/2) | Obradoiro CAB (2/4)           | 37         |
| 13      | Ryan Toolson (1/1)         | Bàsquet Manresa (1/1)         | 27         |
| 13      | Stan Okoye (1/2)           | Casademont Saragosse (2/4)    | 27         |
| 14      | Francisco Cruz (1/1)       | Baloncesto Fuenlabrada (1/2)  | 32         |
| 15      | Ante Tomić (1/1)           | FC Barcelone (1/2)            | 37         |
| 16      | Colton Iverson (1/1)       | Iberostar Tenerife (3/4)      | 33         |
| 17      | Javier Beirán (2/2)        | Iberostar Tenerife (4/4)      | 25         |
| 17      | Vladimír Brodziansky (2/2) | Obradoiro CAB (3/4)           | 25         |
| 17      | Kóstas Vasiliádis (2/2)    | Obradoiro CAB (4/4)           | 25         |
| 18      | Nicolás Laprovíttola (2/2) | Divina Seguros Joventut (2/2) | 34         |
| 19      | Jaime Fernández (2/2)      | Unicaja Málaga (2/3)          | 34         |
| 20      | Volodymyr Gerun (1/1)      | CB Breogán (1/1)              | 37         |
| 21      | Vincent Poirier (2/2)      | Saski Baskonia (4/4)          | 34         |
| 22      | Brian Roberts (1/1)        | Unicaja Málaga (3/3)          | 28         |
| 23      | Askia Booker (1/3)         | CB Murcie (1/3)               | 48         |
| 24      | Earl Rowland (1/1)         | Baloncesto Fuenlabrada (2/2)  | 28         |
| 24      | Dylan Ennis (1/1)          | MoraBanc Andorra (1/1)        | 28         |
| 24      | Matt Thomas (1/1)          | Valence (3/5)                 | 28         |
| 25      | Stan Okoye (2/2)           | Casademont Saragosse (3/4)    | 32         |
| 26      | Nacho Martín (1/1)         | Casademont Saragosse (4/4)    | 34         |
| 27      | Nik Caner-Medley (1/1)     | Estudiantes Madrid (1/1)      | 35         |
| 28      | Daniel Pérez Otero         | Delteco GBC (1/1)             | 36         |
| 29      | Askia Booker (2/3)         | CB Murcie (2/3)               | 38         |
| 30      | Thomas Heurtel (1/1)       | FC Barcelone (2/2)            | 28         |
| 31      | Askia Booker (3/3)         | CB Murcie (3/3)               | 35         |
| 32      | Walter Tavares (1/1)       | Real Madrid (1/1)             | 27         |
| 32      | Mike Tobey (1/1)           | Valence (4/5)                 | 27         |
| 33      | Jacob Wiley (1/1)          | Gran Canaria (1/1)            | 33         |
| 34      | Louis Labeyrie (1/1)       | Valence (5/5)                 | 34         |

## Clubs engagés en Coupe d'Europe

### EuroLigue
| Équipe         | Saison régulière | Saison régulière | Playoffs      | Playoffs       | Bilan général  |
| Équipe         | Résultat         | Vic-Déf (%Vic)   | Résultat      | Vic-Déf (%Vic) | Vic-Déf (%Vic) |
| -------------- | ---------------- | ---------------- | ------------- | -------------- | -------------- |
| Real Madrid    | 3e               | 22 - 8 (73%)     | 1/2 de finale | 4 - 1 (80%)    | 26 - 9 (74%)   |
| FC Barcelone   | 5e               | 18 - 12 (60%)    | 1/4 de finale | 2 - 3 (40%)    | 20 - 15 (57%)  |
| Saski Baskonia | 7e               | 15 - 15 (50%)    | 1/4 de finale | 1 - 3 (25%)    | 16 - 18 (47%)  |
| Gran Canaria   | 14e              | 8 - 22 (27%)     | Éliminé       | Éliminé        | 8 - 22 (27%)   |

### EuroCoupe
| Équipe           | Saison régulière | Saison régulière | Top 16          | Top 16         | Playoffs      | Playoffs       | Bilan général  |
| Équipe           | Résultat         | Vic-Déf (%Vic)   | Résultat        | Vic-Déf (%Vic) | Résultat      | Vic-Déf (%Vic) | Vic-Déf (%Vic) |
| ---------------- | ---------------- | ---------------- | --------------- | -------------- | ------------- | -------------- | -------------- |
| Valence          | 1er du groupe C  | 8 - 2 (80%)      | 1er du groupe G | 6 - 0 (100%)   | Champion      | 6 - 1 (86%)    | 20 - 3 (87%)   |
| MoraBanc Andorra | 2e du groupe A   | 6 - 4 (60%)      | 2e du groupe H  | 5 - 1 (83%)    | 1/2 de finale | 2 - 3 (40%)    | 13 - 8 (62%)   |
| Unicaja Málaga   | 2e du groupe D   | 8 - 2 (80%)      | 2e du groupe G  | 3 - 3 (50%)    | 1/4 de finale | 1 - 2 (33%)    | 12 - 7 (63%)   |

### Ligue des Champions
| Équipe                 | Qualifications                                | Qualifications                                | Saison régulière                            | Saison régulière                            | Playoffs                                    | Playoffs                                    | Bilan général      |
| Équipe                 | Résultat                                      | Vic-Nul-Déf (%Vic)                            | Résultat                                    | Vic-Déf (%Vic)                              | Stade                                       | Vic-Nul-Déf (%Vic)                          | Vic-Nul-Déf (%Vic) |
| ---------------------- | --------------------------------------------- | --------------------------------------------- | ------------------------------------------- | ------------------------------------------- | ------------------------------------------- | ------------------------------------------- | ------------------ |
| Iberostar Tenerife     | Directement qualifié pour la saison régulière | Directement qualifié pour la saison régulière | 1er du groupe B                             | 12 - 2 (86%)                                | Finaliste                                   | 5 - 3 (63%)                                 | 17 - 5 (77%)       |
| CB Murcie              | Troisième tour                                | 1 - 1 (50%)                                   | 1er du groupe A                             | 13 - 1 (93%)                                | 1/8 de finale                               | 1 - 2 (33%)                                 | 15 - 4 (79%)       |
| Baloncesto Fuenlabrada | Directement qualifié pour la saison régulière | Directement qualifié pour la saison régulière | 8e du groupe C                              | 3 - 11 (21%)                                | Éliminé                                     | Éliminé                                     | 3 - 11 (21%)       |
| Estudiantes Madrid     | Premier tour                                  | 2 - 2 (50%)                                   | Éliminé au deuxième tour des qualifications | Éliminé au deuxième tour des qualifications | Éliminé au deuxième tour des qualifications | Éliminé au deuxième tour des qualifications | 2 - 2 (50%)        |

### Coupe d'Europe FIBA
Aucun club espagnol ne participe à cette compétition.